# Мишина, Ирина Анатольевна
Ири́на Анато́льевна Ми́шина (род. 5 ноября 1962, Москва, СССР) — советский и российский журналист, телеведущая, режиссёр и публицист. Член Союза писателей России. Главный редактор телеканала «Кто есть Кто» (НТВ-Плюс). Известна как журналист, объявивший в прямом эфире 1-й программы ЦТ СССР о распаде Советского Союза.

## Биография
Родилась 5 ноября 1962 года в Москве.
В 1984 году с отличием окончила дневное отделение факультета журналистики МГУ им. М. В. Ломоносова. Работала на радио «Маяк» и на телевидении.
С 1991 по 1996 год — обозреватель, ведущая программ «120 минут», «Время» и «Новости» ИТА. Имела самый высокий рейтинг среди ведущих информационных программ тех лет. Стала первой российской женщиной-журналистом, снявшей фильм в «горячей точке» — на границе Афганистана и Таджикистана в 1994 году.
В 1996 году была уволена с «Первого канала» лично Борисом Березовским. Стала автором и ведущей международного телевизионного обозрения «Большая планета», выходившего на базе агентства Reuters.
С 1997 года работала в телекомпании REN-TV, создала там службу информации и стала первым журналистом, вышедшим в прямой эфир на REN-TV. С февраля 1998 по январь 2000 года — ведущая ежедневной информационных программ на REN-TV. Впоследствии ушла с этого телеканала из-за разногласий с Иреной Лесневской.
В 2001 году была автором и ведущей авторского ток-шоу «Рубикон» на «Третьем канале».
С 2001 по 2004 год работала в «Новой газете» в качестве обозревателя. Автор книги «По ту сторону эфира», выпущенной в 1998 году.
В период с 2005 по 2010 год сняла ряд документальных проектов для телеканалов «Россия-1», «Россия-24» и «Культура».
С 12 ноября 2007 года — автор и режиссёр фильмов на телеканале «Кто есть кто» («НТВ-Плюс»), возглавляла этот телеканал в качестве главного редактора.
С января 2013 года ведёт на телеканале «Здоровое ТВ» (телекомпания «Стрим») еженедельную программу «Сложный случай».
С 2013 по май 2024 года — политический обозреватель «Новых Известий».
С 1 июня 2024 г. по н.в. — политический обозреватель и ведущая программ «Свободной прессы».

## Фильмография
- «Таджикистан: полшага от войны» (Первый канал)
- «Армия — новый прицел» (Первый канал)
- «Без права на ошибку» (Россия)
- «Формула Келдыша. Просчет главного теоретика» (Россия)
- «Врачебная тайна» (т/к «Россия»); «Человек полета. Андрей Туполев» (т/к «Культура»)
- «Мистер Икс Советского телевидения» (НТВ-Плюс)
- «Чайковский. Смерть композитора» (т/к «Кто есть Кто», НТВ-Плюс)
- «Под небом чужим. Петр Лещенко» (т/к «Кто есть Кто», НТВ-Плюс)
- «Жизнь после смерти» (телеканал «Кто есть Кто», НТВ-Плюс)
- Цикл документальных программ «Фотоальбом»
- «Андрей Туполев. Человек полёта» (т/к «Культура»)
- «План генерала Ватутина» (т/к «Культура»)

## Публикации
Публиковалась в «Московском комсомольце», «Аргументах и фактах», до 2004 г. была обозревателем «Новой газеты», с 2011 года активно сотрудничает с газетой «Наша Версия», а также с интернет- порталом «Новые Известия».
Является автором тысяч резонансных журналистских расследований.

## Награды
- Диплом Союза журналистов России как режиссёр цикла телевизионных программ «Фотоальбом»;
- Приз Первого Всероссийского фестиваля «Профессия: журналист» за фильм «Мистер Икс Советского телевидения»;
- Лауреат 13-го Евразийского Телефорума (фильм «Петр Лещенко. Под небом чужим»);
- Лауреат Премии Союза журналистов «За профессиональное мастерство» (за цикл телевизионных программ о выдающихся деятелях современной культуры и журналистики);
- Медаль «Отличник погранвойск» за мужество, проявленное во время съёмок в «горячих точках».
- Удостоена Диплома Первой степени на международном фестивале в Севастополе в мае 2014 г. за документальный фильм «Туполев. Человек полета».